# Gathering
Gathering Co., Ltd. (ギャザリング株式会社 Gathering kabushiki gaisha?) es un estudio de animación japonés con sede en Chiyoda, Tokio.

## Historia
El estudio fue fundado por Kazuhiro Toda, miembro de la junta de DLE en septiembre de 2009. El estudio recibió una inversión de Asahi Production en abril de 2012. En diciembre de 2012, la sede del estudio se trasladó a Chiyoda y pasó a llamarse Gathering el 1 de septiembre de 2015. 

## Trabajos

### Series de televisión de anime
| Año  | Título                                           | Director(es) | Fecha de primera transmisión | Fecha de última transmisión | Eps | Nota(s)                                                       | Ref(s) |
| ---- | ------------------------------------------------ | ------------ | ---------------------------- | --------------------------- | --- | ------------------------------------------------------------- | ------ |
| 2010 | Tono to Issho: 1-Funkan Gekijō                   | Mankyū       | 6 de julio de 2010           | 21 de septiembre de 2010    | 12  | Basado en el manga escrito por Ohba-Kai.                      | [ 3 ]  |
| 2011 | Tono to Issho: Gantai no Yabō                    | Mankyū       | 5 de abril de 2011           | 21 de junio de 2011         | 12  | Secuela de Tono to Issho: 1-Funkan Gekijō.                    | [ 4 ]  |
| 2016 | Bananya                                          | Kyō Yatate   | 4 de julio de 2016           | 26 de septiembre de 2016    | 12  | Trabajo original. Coproducido con TMS Entertainment .         | [ 5 ]  |
| 2017 | The Idolmaster Cinderella Girls Theater          | Mankyū       | 4 de abril de 2017           | 27 de junio de 2017         | 13  | Spin-off de The Idolmaster Cinderella Girls .                 | [ 6 ]  |
| 2017 | The Idolmaster Cinderella Girls Theater Season 2 | Mankyū       | 3 de octubre de 2017         | 26 de diciembre de 2017     | 13  | Segunda temporada de The Idolmaster Cinderella Girls Theater. | [ 7 ]  |
| 2018 | The Idolmaster Cinderella Girls Theater Season 3 | Mankyū       | 3 de julio de 2018           | 25 de septiembre de 2018    | 13  | Tercera temporada de The Idolmaster Cinderella Girls Theater. | [ 8 ]  |
| 2018 | Okoshiyasu, Chitose-chan                         | Kyō Yatate   | 5 de octubre de 2018         | 22 de marzo de 2019         | 24  | Basado en el manga escrito por Yukiko Natsume.                | [ 9 ]  |
| 2019 | The Idolmaster Cinderella Girls Theater Season 4 | Mankyū       | 2 de abril de 2019           | 25 de junio de 2019         | 13  | Última temporada de The Idolmaster Cinderella Girls Theater.  | [ 10 ] |
| 2019 | Bananya Fushigina naka Ma-tachi                  | Kyō Yatate   | 1 de octubre de 2019         | 24 de diciembre de 2019     | 13  | Secuela de Bananya. Coproducido con TMS Entertainment .       | [ 11 ] |

### ONA's
| Año  | Título                                                  | Director(es) | Primer lanzamiento      | Último lanzamiento      | Eps. | Nota(s)                                                     | Refs.  |
| ---- | ------------------------------------------------------- | ------------ | ----------------------- | ----------------------- | ---- | ----------------------------------------------------------- | ------ |
| 2013 | Puchimas! Petit Idolmaster                              | Mankyū       | 1 de enero de 2013      | 29 de marzo de 2013     | 64   | Basado en un manga escrito por Akane.                       | [ 12 ] |
| 2013 | Isobe Isobee Monogatari ~ Ukiyo wa Tsurai yo ~          | Mankyū       | 19 de diciembre de 2013 | 19 de diciembre de 2013 | 4    | Basado en un manga escrito por Ryō Nakama.                  | [ 13 ] |
| 2014 | Puchimas! ! Petit Petit Idolmaster                      | Mankyū       | 1 de abril de 2014      | 30 de junio de 2014     | 74   | ¡Secuela de Puchimas! Petit Idolmaster .                    | [ 14 ] |
| 2017 | Isobe Isobee Monogatari ~ Ukiyo wa Tsurai yo ~ Season 2 | Mankyū       | 26 de marzo de 2017     | 26 de marzo de 2017     | 1    | Secuela de Isobe Isobee Monogatari ~ Ukiyo wa Tsurai yo ~ . | [ 15 ] |

### OVA's
| Año  | Título                                                 | Director(es) | Primer lanzamiento    | Último lanzamiento    | Nota(s)                                                                                                 | Refs.  |
| ---- | ------------------------------------------------------ | ------------ | --------------------- | --------------------- | --- | ------ |
| 2012 | Puchimas! Petit Idolmaster                             | Mankyū       | 27 de octubre de 2012 | 27 de octubre de 2012 | Episodio OVA incluido en la revista Dengeki Maoh .                                                      | [ 16 ] |
| 2013 | ¡Especial Takatsuki Gold Densetsu! ! Harukasan Matsuri | Mankyū       | 27 de marzo de 2013   | 29 de marzo de 2013   | OVA incluido con la edición limitada del quinto volumen del manga y cada volumen de BD/DVD de la serie. | [ 17 ] |

### Películas
| Año  | Título            | Director(es)    | Fecha de lanzamiento | Nota(s)                                | Ref(s) |
| ---- | ----------------- | --------------- | -------------------- | -------------------------------------- | ------ |
| 2017 | Koisuru Shirokuma | Kazuya Ichikawa | 24 de marzo de 2017  | Basado en el manga escrito por Koromo. | [ 18 ] |